# Municipio de Garfield (condado de Phelps)
El municipio de Garfield (en inglés: Garfield Township) es un municipio ubicado en el condado de Phelps en el estado estadounidense de Nebraska. En el año 2010 tenía una población de 528 habitantes y una densidad poblacional de 5,69 personas por km².

## Geografía
El municipio de Garfield se encuentra ubicado en las coordenadas 40°34′6″N 99°35′14″O / 40.56833, -99.58722. Según la Oficina del Censo de los Estados Unidos, el municipio tiene una superficie total de 92.8 km², de la cual 92,8 km² corresponden a tierra firme y (0 %) 0 km² es agua.

## Demografía
Según el censo de 2010, había 528 personas residiendo en el municipio de Garfield. La densidad de población era de 5,69 hab./km². De los 528 habitantes, el municipio de Garfield estaba compuesto por el 96,59 % blancos, el 0,19 % eran afroamericanos, el 0,57 % eran amerindios, el 0,19 % eran asiáticos, el 0,95 % eran de otras razas y el 1,52 % eran de una mezcla de razas. Del total de la población el 4,73 % eran hispanos o latinos de cualquier raza.